# Helmut Bischoff
Pour les articles homonymes, voir Bischoff.
Helmut Bischoff, né le 1er mars 1908 à Glogau en Empire allemand et mort le 1er janvier 1993 à Hambourg en Allemagne, a été chef de la Gestapo en Pologne.

## Biographie
Il est né le 1er mars 1908 dans la ville de Glogau en Basse-Silésie, dans l'Empire allemand, maintenant Głogów en Pologne. Il est le fils d'un boucher. En 1923, alors étudiant, il rejoint le Wikingbund, un groupe paramilitaire ultra-nationaliste. Il étudie le droit à l'université de Leipzig et à l'université de Genève. Il rejoint le parti nazi en janvier 1930 (membre no 203122). Il obtient un doctorat en droit en 1934, il retourne en Basse-Silésie et travaille dans les bureaux de la cour de district.
Il rejoint la Schutzstaffel (SS) en novembre 1935 (no SS 272403). Il est affecté à la Gestapo dans la ville de Liegnitz. Il travaille comme directeur des services de la Gestapo à Harbourg entre 1936 et 1937 et à Köslin entre 1937 et 1939. Au déclenchement de la Seconde Guerre mondiale en septembre 1939, il atteint le rang de Sturmbannführer (major) dans la SS.

### Seconde Guerre mondiale
Lors de l'invasion de la Pologne, il commande le Einsatzkommando 1/IV, dans la 4e armée dans le Nord de la Pologne. Son unité est impliquée à Bromberg pour le massacre systématique des citoyens polonais dans le cadre de l'opération Tannenberg, une campagne d'extermination ciblant l'intelligentsia polonaise.
Einsatzkommando 1/IV est démantelé en novembre 1939 et Bischoff est transféré dans la ville de Poznań, la capitale du territoire récemment annexé de Wartheland. Là, il prend la direction de la Gestapo. Il a aussi autorité sur le camp de concentration de Fort VII, un centre de détention utilisés par la Gestapo pour emprisonner les Juifs locaux et des prisonniers politiques polonais. Durant son mandat, le fort VII est le site d'une des premiers assassinats des nazis à l'aide de monoxyde de carbone, 400 patients psychiatriques polonais ont été gazés par l'officier de la Gestapo Herbert Lange dans le cadre de l'action T4.
En septembre 1941, il est promu au rang de SS-Obersturmbannführer (lieutenant-colonel) et retroune en Allemagne. Il commande la Gestapo dans la ville de Magdebourg. Il joue un rôle dans la déportation de la population juive restante de Magdebourg, de Stendal, Dessau, Bernbourg et Aschersleben. Des centaines de Juifs allemands sont expulsés par la Gestapo entre novembre 1942 et mars 1943. Les premières déportations ont été acheminés principalement vers le Camp de concentration de Theresienstadt, et plus tard directement à Auschwitz.
En décembre 1943, il est affecté au personnel du SS-Obergruppenführer de Hans Kammler, le directeur pour le Bureau économique et administratif des SS. Ce département se préoccupait principalement de l'ingénierie et de la construction des projets de la SS. Ceux-ci comprenaient la construction d'usines et autres installations de fabrication d'armes secrètes de l'Allemagne. Il a travaillé comme représentant principal des SS au ministère d'Albert Speer.
Dans l'usine souterraine de Dora, le complexe pour assembler les armes V2 est fait dans des conditions brutales par des milliers ouvriers tirés de la population carcérale du Camp de concentration de Dora. Comme chef de la sécurité, Bischoff était responsable pour maintenir le secret de l'installation de production de missiles.
En février 1944, les alentours du camp de concentration de Dora sont sous le contrôle de Bischoff. Les opérations anti-sabotage sont entamées, ciblant les diverses organisations de résistance qui existaient entre les différents groupes de prisonniers qui travaillaient dans les tunnels.
En février 1945, l'administration SS du camp de concentration de Dora est réorganisée par Richard Baer. Bischoff sert comme chef SD interne du camp. Le mois suivant, il lance une vague d'exécutions de masse à l'intérieur du camp, des centaines de prisonniers, principalement des prisonniers de guerre russes, sont tués dans une série de pendaisons de masse. Il donne l'ordre de fusiller par un peloton tous les prisonniers juste avant la libération par l'armée américaine en avril 1945.

### Après-guerre
Après la défaite allemande, il retourné à Magdebourg, situé à l'intérieur de la zone d'occupation soviétique en Allemagne. Il entre dans la clandestinité et a réussi à échapper à sa capture pendant plusieurs mois. Il est finalement identifié et arrêté par les autorités d'occupation soviétiques en janvier 1946. Il a été interné près de Mühlberg (Brandebourg) jusqu'en septembre 1948. Il a été transféré au camp de concentration de Buchenwald. En 1950, il a été déporté par les Soviétiques dans un goulag réservés aux prisonniers de guerre situé en Sibérie. Il est libéré de la captivité par les Russes en 1955.
Il s'installe en Allemagne de l'Ouest et travaille comme enquêteur pour la Croix-Rouge allemande à Bad Arolsen, où il reste employé de 1957 à 1965.
Le 17 novembre 1967, il est l'un des trois anciens membres du personnel SS de Dora à être inculpés pour crimes de guerre par la cour supérieure de Essen. Les accusations portées contre lui provenaient de son implication dans le commandement d'une série d'exécutions de masse qui ont eu lieu dans le camp entre février et avril 1945. Il est également inculpé d'usage de la torture contre les prisonniers soumis à des interrogatoires. Il a plaidé non coupable aux accusations. Le procès a commencé en novembre 1967. Il comprenait le témoignage de plus de 300 témoins, dont l'ancien ministre de l'armement nazis Albert Speer et l'inventeur de la célèbre fusée V-2, Wernher von Braun, alors scientifique de fusées aux États-Unis.
Le 5 mai 1970, le procès contre Bischoff est rejeté par le tribunal pour des raisons de sa mauvaise santé. Il a évité d'être reconnu coupable de crimes de guerre. D'autres efforts pour poursuivre Bischoff pour ses activités pendant la guerre ont également rencontré peu de succès. Une enquête menée par le tribunal de Berlin-Ouest du district dans son implication dans les massacres des Einsatzgruppen à Bydgoszcz a été abandonnée en 1971, citant un manque de preuves. Un effort supplémentaire pour poursuivre Bischoff, cette fois pour les atrocités commises au cours de son mandat en tant que chef de la Gestapo à Poznań, a également été abandonnée en 1976, une fois de plus en raison de la santé précaire de Bischoff. Bischoff a continué à résider en Allemagne de l'Ouest pour le reste de sa vie. Il est mort à Hambourg le 1er janvier 1993.